# Герб Соре
Ге́рб Со́ре — офіційний символ містечка Соре, Португалія. Використовується як територіальний герб. У червоному щиті золотий орел із розправленими крилами, чорними лапамаи і дзьобом. У главі щита золоте сонце праворуч і срібний півмісяць ліворуч, рогами до центру. Щит увінчує срібна мурована містечкова корона з чотирма вежами.  Під щитом біла стрічка, на якій великими літерами напис португальською: «vila de Soure» (містечко Соре).  Офіційно затверджений 8 листопада 1935 року.  

## Галерея

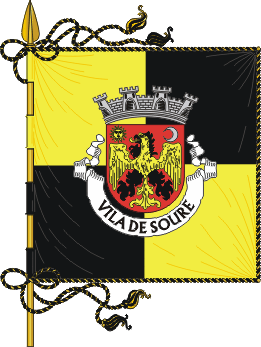
Прапор